# The FASEB Journal
Das FASEB Journal ist eine monatlich erscheinende Fachzeitschrift. Die Erstausgabe erschien im Juli 1987. Die Zeitschrift wird von der Federation of American Societies For Experimental Biology (FASEB) herausgegeben und veröffentlicht multidisziplinär aus dem Bereich der Lebenswissenschaften.
Der Impact Factor des Journals lag im Jahr 2014 bei 5,043. Nach der Statistik des ISI Web of Knowledge wird das Journal mit diesem Impact Factor in der Kategorie Biochemie und Molekularbiologie an 50. Stelle von 289 Zeitschriften, in der Kategorie Biologie an neunter Stelle von 85 Zeitschriften und in der Kategorie Zellbiologie an 47. Stelle von 184 Zeitschriften geführt.
Herausgeber ist Vincent T. Marchesi, Yale University, New Haven, Vereinigte Staaten von Amerika.